# تشلي العليا (استر أباد)
تشلي العلیا (بالفارسية: چلی علیا) هي قرية تقع في إيران في قسم استر أباد الریفي. يقدر عدد سكانها بـ 60 نسمة بحسب إحصاء 2016.